# Kisar
Kisar é uma pequena ilha no estreito de Wetar, no sudoeste das Ilhas Molucas, na Indonésia, a noroeste da ilha de Timor. As línguas aí faladas são o oirata e o Kisar. A principal é o oirata, lingua papua aparentada com o idioma fataluco de Timor Oriental. A ilha terá sido repovoada a partir do norte de Timor Oriental no início do século XVIII, segundo neerlandesas.
A maior localidade é Wonreli, com 6652 habitantes (censo de 2010).